# Eric Kibi
Eric Kibi (Quebec City, Canadá, 4 de agosto de 1990) es un baloncestista canadiense con nacionalidad congoleña. Con 1,98 metros de altura, actúa en la posición de alero.

## Trayectoria

### Universidad
Kibi estudió a la Sandia High School de Albuquerque, New Mexico, donde jugó para los Matadors. Luego de ello intentó ser reclutado por equipos de la División I de la NCAA, pero no recibió ofertas, por lo que terminó asistiendo al Jacksonville College de Texas. Allí tuvo la posibilidad de jugar dos temporadas en la NJCAA como parte de los Jaguars. 
En su temporada como júnior llegó su oportunidad para actuar en la División I de la NCAA, siendo convocado por los Little Rock Trojans para competir en la Sun Belt Conference. Kibi, en un rol de suplente, promedió 4.2 puntos, 4.2 rebotes y 0.5 asistencias por partido en	22 presentaciones. 
Su último año como jugador del circuito de baloncesto universitario estadounidense transcurrió con los Abilene Christian Wildcats en la Lone Star Conference de la División II de la NCAA.

### Profesional
Kibi jugó sus primeras temporadas como baloncestista profesional en equipos del ascenso alemán, además de registrar un paso por los Ottawa SkyHawks de Liga Nacional de Baloncesto de Canadá. En 2015 fue fichado por el Hertener Löwen de la ProB de Alemania, lo que significó su primer desafío en una categoría tan alta. Sin embargo, tras sólo 3 partidos, fue cortado del plantel. Continuó con su carrera en Luxemburgo y Montenegro, antes de regresar a la NBL para actuar con el London Lightning.
La temporada 2016-17 la disputó con el Randers Cimbria de la Basket Ligaen de Dinamarca, mientras que en la temporada 2017-18 fue parte de la plantilla del CB L'Hospitalet de la Liga LEB Plata de España. En enero de 2018 a Kibi le tocó ser víctima de insultos racistas por parte de los aficionados durante un encuentro contra el Óbila CB.
Tras experiencias poco exitosas en Francia y en Eslovaquia, el alero terminó jugando en el Al Minaa SC, un equipo de la ciudad iraquí de Basora.
En la siguiente temporada, Kibi jugó en la primera división de Argentina como parte de Libertad y luego en la segunda división como parte de Tiro Federal de Morteros. En ese país lo encontró la pandemia de COVID-19, por lo que a fines de marzo de 2020 regresó a Canadá.
Disputó en un buen nivel con los Ottawa Blackjacks la temporada abreviada de la Canadian Elite Basketball League -denominada CEBL Summer Series 2020-, y luego encontró su nuevo destino en la Dutch Basketball League de los Países Bajos al ser fichado por los The Hague Royals.
En abril de 2021 el AS Salé de Marruecos anunció que Kibi se uniría al equipo para jugar en la Basketball Africa League, pero unas semanas después dejó el club, siendo remplazado por el español Álvaro Calvo. El alero regresó a su país como nueva incorporación de los Ottawa Blackjacks, pero fue cortado en julio habiendo jugado sólo 1 partido. 
Kibi se unió al US Avignon-Le Pontet de la Nationale Masculine 1 en octubre de 2022 como sustituto temporario por un mes del lesionado Duane Morgan.
En el primer semestre de 2022 actuó en el Tinguiririca San Fernando de la Liga Nacional de Básquetbol de Chile. Allí fue nuevamente protagonista de una agresión racista, esta vez ejecutada por un jugador rival en un partido que su equipo disputó contra Las Ánimas. En julio de ese año el equipo venezolano Toros de Aragua incorporó a Kibi a sus filas como refuerzo extranjero, pero el jugador no llegó a debutar en la Superliga Profesional de Baloncesto. Terminó el año jugando en el CSM Focșani de Rumania. 
Regresó a Chile en 2023, jugando para Los Leones de Quilpué y Español de Osorno. En noviembre de ese año fue fichado por Racing de Chivilcoy, equipo de La Liga Argentina.
En 2024 se unió al Darbandikhan SC, haciendo así su regreso al baloncesto profesional iraquí. A mitad de temporada pasó a las filas del Al-Hilla, de la misma liga; sin embargo, dado que su equipo no alcanzó la fase de playoffs, terminó la temporada jugando para el Samaheej de la BPL de Baréin.
En junio de 2025 se unió al Sloga Uppsala de la Basketligan de Suecia.

## Selección nacional
Siendo hijo de un matrimonio de inmigrantes zaireños, Kibi heredó la nacionalidad congoleña. En 2016 fue contactado por representantes de la Federación de Baloncesto de la República Democrática del Congo y al año siguiente hizo su debut con la selección de baloncesto de la República Democrática del Congo en el Afrobasket 2017, donde su equipo terminó sexto. 
El alero fue habilitado para jugar el AfroCan 2019, siendo un elemento clave del equipo que terminaría consagrándose campeón del torneo.
Posteriormente también estuvo presente en el Afrobasket 2021. 